# Тасман (регион)
Тасман (на английски: Tasman) е един от 16-те региона на Нова Зеландия. Населението му е 52 100 жители (по приблизителна оценка от юни 2018 г.), а площта му е 9771 кв. км. Наречен е на нидерландския изследовател Абел Тасман – първият европейски откривател на Нова Зеландия.